# Bengt Gustavsson
Bengt Gustavsson   (Ringarum, 13 de gener de 1928 - Norrköping, 16 de febrer de 2017) fou un futbolista suec de la dècada de 1950.
Fou 57 cops internacional amb la selecció sueca amb la qual participà en la Copa del Món de Futbol de 1958 i als Jocs Olímpics d'Estiu de 1952.
Pel que fa a clubs, defensà els colors de IFK Norrköping, Atalanta BC i Åtvidabergs FF.
Posteriorment fou entrenador.